# Pantenol
Pantenol é um álcool, pré-cursor do ácido pantotênico que age como agente eutrófico da pele e mucosas. Sua deficiência pode significar descamação e despigmentação cutânea.
Existem duas formas, o D-pantenol e o DL-pantenol.

## No cabelo
Tem função condicionante, hidratante e confere brilho e maciez. Devido à estas propriedades, é usado em shampoos e condicionadores de cabelo.

## Outros nomes
- Pró-Vitamina B5
- Butanamide, 2,4-dihydroxy-N-(3-hydroxypropyl)-3,3-dimethyl-, (R)-
- Butyramide, 2,4-dihydroxy-N-(3-hydroxypropyl)-3,3-dimethyl-, D-(+)-
- Butanamide, 2,4-dihydroxy-N-(3-hydroxypropyl)-3,3-dimethyl-, (2R)-
- D-Panthenol
- Dexpanthenol (DCIR)
- Dexpanthenolum
- Panthenol
- Propanolamine, N-pantoyl-
- d-Pantothenyl alcohol